# Font de la Marieta (el Meüll)
La Font de la Marieta és una font del terme municipal de Castell de Mur, en territori del poble del Meüll, de l'antic municipi de Mur.
Està situada a 964 m d'altitud, a l'esquerra del barranc de la Marieta, al qual dona nom, molt a prop del límit municipal amb Sant Esteve de la Sarga, a migdia de la Serra del Coscó, a prop i al sud-oest d'on aquesta serra enllaça amb la Serra d'Alzina. La masia que té més a prop és la Casa del Coscó, més d'un quilòmetres al nord-oest.